# Apolodoro (pintor)
Apolodoro Esquiagrafo (en griego Ἀπολλόδωρος ὁ σκιαγράφος) fue un influyente pintor de la Antigua Grecia del siglo V a. C. Apolodoro dejó como legado la técnica de la esquiagrafía, un modo de producir sombras rápidamente, que influyó no sólo los trabajos de sus contemporáneos sino de generaciones futuras.

## Vida y logros
Muy poco es conocido de la vida de Apolodoro, aunque fue nombrado por los historiadores Plutarco y Plinio el Viejo. 
Se registró la actividad de Apolodoro en torno al año 480 aC ; sus fechas de nacimiento y muerte, sin embargo, no son atestiguadas en las obras o fragmentos de obras históricas que sobreviven. Era de la ciudad de Atenas. Plutarco y Hesiquio de Mileto lo conocían como Apolodoro Esquiagrafo, "el pintor-sombra", llamado así por su principal legado.
Ninguna de sus pinturas se conservan. Se conoce la temática de algunas pinturas por el registro que hicieron alguno de los historiadores de la Antigüedad. Plinio el Viejo documentó dos pinturas, Sacerdote en adoración y Áyax herido por un rayo, que se podía ver en la antigua ciudad de Pérgamo. Otros historiadores mencionaron la pintura Odiseo portando una capa y también Heraclidas, una pintura que hace referencia a una tragedia de Eurípides sobre los descendientes de Heracles. Asimismo, una de sus pinturas fue supuestamente titulada Alcmena y las hijas de Heracles suplican a los atenienses.
Como lo demuestran los títulos de los cuadros, es probable que la mayoría de sus obras fueran similares a los de otros artistas de la época en las que su tema principal giraba en torno a los dioses y diosas griegas u otros griegos famosos que estaban presentes en las epopeyas y que formaron parte de la tradición oral durante años.
Los temas de sus cuadros pueden haber sido poco innovadores y comunes para su tiempo; sin embargo, fue su ingeniosa técnica lo que lo convirtió en un pintor de renombre. Una de las principales técnicas artísticas que Apolodoro desarrolló fue llamada esquiagrafía o sombreado, de ahí el título de "pintor-sombra" que adoptó. El historiador Plutarco documentó una inscripción en una de las pinturas de Apolodoro que decía: "No es difícil criticarme; pero dejemos que aquellos que me culpan lo remienden". En otras palabras, "Se puede criticar [la esquiagrafía] más fácilmente de lo que imitarla".
El tipo de sombreado aplicado por Apolodoro es altamente sofisticado e incluso hoy en día es complicado dominar la técnica de la esquiagrafía. Apolodoro utiliza una forma compleja "que consiste en el sombreado a rayas y engrosamiento de las curvas de nivel interno, así como en la mezcla de la luz y los tonos oscuros" para mostrar una forma de perspectiva. A pesar de que amplió el uso de la perspectiva en el mundo griego antiguo, la esquiagrafía fue más eficaz en la representación de objetos fijos tales como cortinas, fruta, o caras; pero resultó ineficaz en la pintura de un cuerpo en acción o una configuración espacial para la que se utiliza normalmente perspectiva.
Otro de los grandes logros de Apolodoro no tuvo nada que ver con su estilo actual o técnica, sino más bien con el medio que eligió. Apolodoro podría haber sido uno de los primeros artistas de renombre que pintaron sobre un caballete o en contraposición a una pared, acción que no era lo común en la época.

## Efectos contemporáneos de su obra
Aunque no sabemos mucho sobre su vida, los historiadores han hecho suposiciones acerca de la influencia de Apolodoro y sus obras a través del análisis de las obras de sus contemporáneos.
Zeuxis de Heraclea era uno de los rivales de Apolodoro según Plinio. Zeuxis fue instruido en las artes por Demófilo de Hímera o por Neseo de Tasos. En un momento dado, Apolodoro incluso acusó a Zeuxis de robar técnicas de arte de otros artistas, y esta acusación puede haber sido cierta porque también se atribuyó la expansión y desarrollo de la técnica de la esquiagrafía preciada por Apolodoro ».
Se dice que Zeuxis innovó la técnica de la esquiagrafía añadiendo iluminación al sombreado y aplicando sutilmente diferentes colores.
Independientemente de la obra de Zeuxis, este no fue el único pintor que adaptó la técnica de Apolodoro para sus propios fines.
Otro pintor llamado Parrasio de Éfeso, expandió, también la técnica de Apolodoro. Supuestamente Parrasio utilizó la técnica en un concurso donde ganó a Zeuxis porque la cortina que Parrasio pintó parecía tan real que Zeuxis trató de tirar de ella. Mientras que Zeuxis investigó la técnica de luz y sombra a través de la esquiagrafía, Parrasio incursionó en las líneas contorneadas que ayudan a dar profundidad para expresar la espacialidad; ampliando el significado de la técnica.
No sólo era la esquiagrafía valorada en Atenas, sino que su influencia se extendió más allá de sus fronteras y podemos encontrarla en las tumbas de Vergina, Enea y Lefkadia en el norte de Grecia e incluso en Seutópolis, una ciudad en lo que hoy es la Bulgaria moderna. Aunque escasos, algunos de los frescos de las tumbas en Seutópolis utilizan sólo una gama limitada de colores. Sin embargo, otros en Vergina y Enea utilizan seis o más colores que demuestra aún más el alcance de la transformación de la esquiagrafía. La técnica continuó mutando y desarrollándose hasta el Renacimiento italiano cuando se le dio un nuevo nombre: claroscuro.

## Efecto sobre el desarrollo de la técnica del chiaroscuro (claroscuro)
El desarrollo de la esquiagrafía fue sólo el comienzo de esta forma de arte. En italiano, chiaro significa luz y scuro significa oscuro. Así que los dos juntos simbolizan la combinación y la distribución de la luz y la oscuridad con el fin de crear una imagen más realista. Ya no sólo se utiliza para las pinturas sobre lienzo de objetos fijos, la técnica del claroscuro se utiliza en todos los tipos de arte, incluso la escultura, frescos, y grabados en madera. El claroscuro se utiliza para producir el volumen y relieve, para unificar los objetos en una pintura, o diferenciar a unos de otros. La simple creación de la esquiagrafía llevó a la invención de diversas técnicas que se generaron desde los tiempos de antigua Grecia hasta el periodo Gótico y que alcanzaron su esplendor en el Renacimiento italiano en el siglo XIV. Hoy en día, sigue siendo importante para los artistas.
En el siglo XV, la técnica del claroscuro fue descrita por Cennino Cennini, un famoso pintor italiano. Cennino, afirmó que las ideas de la gradación entre luz y oscuridad, esquiagrafía, se combinaron con técnicas medievales conocidas como incidendo y matizando, que representan "estratificaciones de blanco, marrón o negro en los patrones lineales sobre un color uniforme" para indicar el alto relieve y el volumen. Estas técnicas medievales fueron utilizadas por los monjes en la ilustración de manuscritos religiosos. La suma de ambas a la esquiagrafía fue fundamental en la evolución del claroscuro.
Giotto, un pintor florentino, y Cimabue, maestro de Giotto, utilizaron el claroscuro en su pintura de estilo gótico tardío, donde mediante la mezcla de una gran cantidad de blanco en la pintura, podían crear una transición fácil entre tonos. En los frescos, mosaicos, e ilustraciones de manuscritos, artistas como el Maestro Honore, un pintor francés, y Pietro, un pintor y diseñador de mosaicos activo en la Edad Media, trabajaron a través de modelar el espacio blanco y negro para crear el brillo en sus obras.
Al final, la creación maestra de Apolodoro después de años de evolución se transformó en algo que, aunque todavía se parecía a la técnica original y mantenía el mismo propósito, era nueva y completamente necesaria para la realización contemporánea todas las grandes obras de arte.